# Lévitation acoustique
La lévitation acoustique (appelée aussi : acoustophorèse) est une méthode visant à suspendre de la matière dans un milieu en utilisant la pression de radiation à partir d'ondes sonores intenses.

## Découverte et expérimentation
Cette méthode a été testée pour la première fois dans les années 1930 .

## Principe de fonctionnement
La lévitation acoustique est possible en raison des effets de non linéarité des ondes sonores intenses. Elle permet alors de suspendre la matière dans un milieu en utilisant la pression de radiation.
Il n'y a pas de limite théorique connue de ce que la lévitation acoustique peut soulever tant qu'il y a assez de vibration, mais la technologie actuelle ne peut soulever que quelques milligrammes. La lévitation acoustique est principalement utilisée dans l'industrie et dans la recherche de l'antigravité comme chez la NASA. 
Certaines méthodes peuvent permettre la lévitation des objets sans créer de son audible pour l'oreille humaine comme celles montrées au Otsuka Lab, tandis que d'autres méthodes peuvent produire des sons audibles. Il existe de nombreuses façons de créer cet effet, de la création d'une onde sous l'objet en le renvoyant sur sa source à l'utilisation d'un réservoir (transparent) pour créer un grand champ acoustique.

## Utilisation
La lévitation acoustique est généralement utilisée pour des traitements sans récipient qui devient de plus en plus important avec le temps compte tenu de la petite taille et de la résistance des puces et autres choses semblables dans l'industrie. Le traitement sans récipient peut également être utilisé pour des applications nécessitant des matériaux à très haute pureté ou pour des réactions chimiques trop rigoureuses pour pouvoir se faire dans un récipient. Cette méthode est plus difficile à contrôler que d'autres méthodes pour éviter les récipients, telles que la lévitation électromagnétique, mais a l'avantage de pouvoir faire léviter des matériaux non conducteurs. 
En 2013, la lévitation acoustique a bien progressé, de la lévitation immobile au déplacement d'objets de manière contrôlée. Un atout qui pourrait être utilisé plus tard dans des milieux pharmaceutiques et électroniques.  Un appareil prototypique impliquant un carré d'émetteurs acoustiques disposé comme un échiquier arrive à déplacer un objet de case en case en abaissant lentement l'intensité sonore émise d'un carré et en augmentant l'intensité sonore de l'autre carré. Les avancées récentes permettent également d’utiliser la lévitation acoustique dans un liquide et non plus dans l’air. 